# La Granadina
La Granadina és una casa de Caldes d'Estrac (Maresme).

## Descripció
Torre d'estiueig de planta baixa, una planta, golfes i coberta a dues aigües amb jardí. Aparellada amb la núm. 26 del Passeig. La façana principal està orientada en sentit sud-est de cara a la mar. La coberta és de teulada a dues aigües amb carener perpendicular a la porta principal, ràfec i xemeneia rústica gran. A la planta baixa trobem una finestra lateral i una porta, amb un fanal de mig adaptat a la casa. Al primer pis hi ha un balcó mirador, amb barana de ferro forjat i un tendal. Les golfes presenten una finestra d'arc de mig punt amb repeu. El mur exterior és de pedra amb reixat i porta de fusta. El pati davanter està enrajolat, mentre que el posterior és arbrat.

## Història
Casa situada en un dels conjunts més emblemàtics de la història de l'estiueig a Caldes.